# Secret Invasion (televizijska serija)
Secret Invasion je američka iz 2023. autora Kylea Bradstreeta. Miniserija, sa Samuelom L. Jacksonom u glavnoj ulozi, bit će prva od takozvane "Pete faze" MCU-a.

## Glumačka postava
- Samuel L. Jackson kao Nick Fury
- Ben Mendelsohng kao Talos
- Cobie Smulders kao Maria Hill
- Martin Freeman kao Everett Ross
- Emilia Clarke kao G’iah
- Don Cheadle kao James "Rhodey" Rhodes
- Charlayne Woodard kao Priscilla
- Olivia Colman kao Sonya Falsworth
- Kingsley Ben-Adir kao Gravik
- Killian Scot kao Fiz

## Produkcija
Miniserija je najavljena u prosincu 2020. tijekom Disneyjevog Dana investitora. U svibnju 2021. najavljeni su redatelji serije, Thomas Bezucha i Ali Selim, te Kyle Bradstreet kao autor.

### Snimanje
Snimanje je započelo 1. rujna 2021. u Londonu, a završeno 25. travnja 2022. u Liverpoolu.

## Promocija
Prvi trailer objavljen je na mreži 10. rujna 2022. povodom "D23 Expo 2022". Drugi trailer objavljen je 3. travnja 2023. tijekom "Sunday Night Baseballa".
Početkom lipnja 2023. stvorena je web stranica za seriju koja je sadržavala petominutni isječak iz prve epizode i novi trailer za seriju. Zaključana web stranica u početku je otkrivena putem zagonetnih slika na Twitteru na službenom Twitter računu serije, koje su uključivale tragove za formiranje lozinke koja joj je omogućila pristup.

## Distribucija
Miniserija će izlaziti tjedno 6 tjedana na Disney+u od 21. lipnja 2023.

## Vanjske poveznice
- Službena stranica na marvel.com
- Secret Invasion u internetskoj bazi filmova IMDb-a